# Urhua
Urhua ist eine osttimoresische Aldeia im Suco Fatubossa (Verwaltungsamt Aileu, Gemeinde Aileu). 2015 lebten in der Aldeia 140 Menschen.

## Geographie und Einrichtungen
Urhua liegt im Westen des Sucos Fatubossa. Südlich befindet sich die Aldeia Erhetu, östlich die Aldeia Caicasa und nordöstlich die Aldeia Coulau. Die Ostgrenze bildet der Daisoli, ein Nebenfluss des Nördlichen Laclos. Im Norden grenzt Uruha an den Suco Liurai, im Westen an die Gemeinde Ermera mit ihren Sucos Eraulo und Ducurai (Verwaltungsamt Letefoho) und im Südwesten an die Gemeinde Ainaro mit ihrem Suco Liurai (Verwaltungsamt Maubisse).
Eine kleine Straße durchquert Urhuas Zentrum von Erhetu nach Liurai-Aileu. Nördlich von ihr verteilen sich einzelne Häuser und kleine Gruppen, die das Dorf Urhua bilden.

## Politik
2023 wurde Domingos da Costa zum Chefe de Aldeia gewählt.